# Jean-Claude Bourgueil
Jean-Claude Bourgueil (* 1. Mai 1947 in Sainte-Maure-de-Touraine, Region Centre-Val de Loire) ist ein französischer Koch.

## Werdegang
Bourgueil begann seine Kochlehre 1960 mit dreizehn Jahren und kochte dann in verschiedenen französischen Restaurants. 1968 wechselte er ins Restaurant Horcher in Madrid, 1970  zum Hilton Hotel in Düsseldorf.
1972 wurde er Küchenchef in den Walliser Stuben, das 1974 mit zwei Michelinsternen ausgezeichnet wurde, der damaligen höchsten deutschen Bewertung.

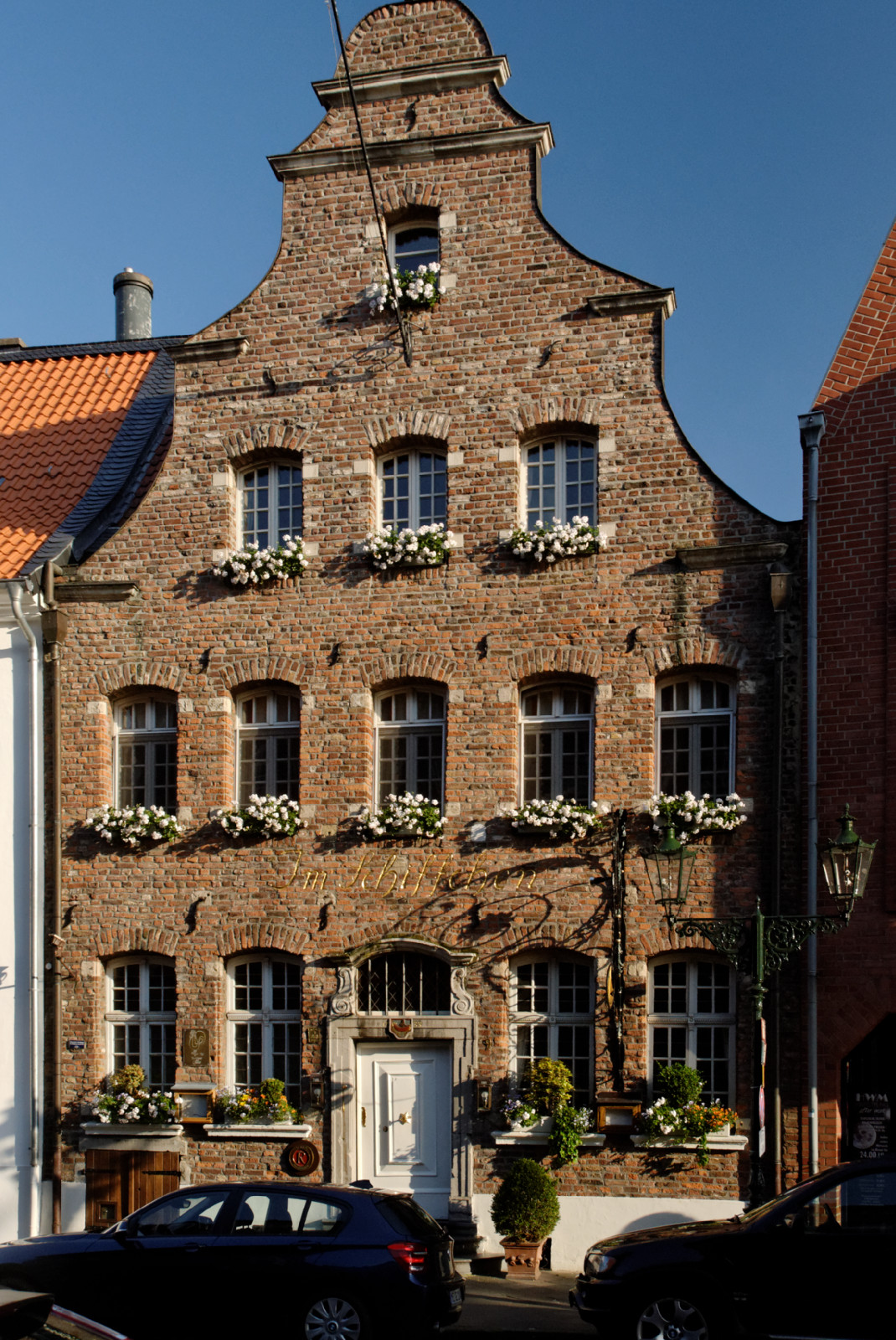
Im Schiffchen

1977 übernahm er das Nobel-Restaurant Im Schiffchen im gleichnamigen Barockhaus in Düsseldorf-Kaiserswerth. 1987 wurde das Im Schiffchen mit dem dritten Michelinstern ausgezeichnet, den das Restaurant 19 Jahre behielt, bis 2006.
1986 eröffnete er in Parterre das Restaurant Aalschokker, das auch mit einem Michelinstern ausgezeichnet wurde. 2002 wurde dies zu Jean-Claude’s Bistro, das ab 2006 ebenfalls einen Michelinstern erhielt. 
2004 überbrachte ihm Paul Bocuse den Ritterorden der Ehrenlegion für seine Verdienste als „kulinarischer Botschafter Frankreichs in Deutschland“. Der Gault Millau nahm 2005 das Restaurant Im Schiffchen vorübergehend aus seiner Wertung, weil Bourgueil freimütig bekannt hatte, für die Vollendung seiner Gerichte auch den Geschmacksverstärker Glutamat zu verwenden.
Von 2007 bis 2018 wurde das Im Schiffchen mit zwei Sternen im Guide Michelin ausgezeichnet. 2012 wurde das Zweitrestaurant zu Enzo im Schiffchen, wo italienische Küche angeboten wird. Auch dieses Restaurant bekam einen Michelinstern.
2018 gab Bourgueil bekannt, dass er mit 71 Jahren sein Engagement auf die Hälfte reduzieren werde. Im Juli 2018 wurden die beiden Restaurants zum Im Schiffchen zusammengelegt; auch dieses Restaurant wird mit einem Michelinstern ausgezeichnet.